# Raggruppamento dei Repubblicani
Il Raggruppamento dei Repubblicani (in francese: Rassemblement des républicains - RDR) è un partito politico ivoriano di orientamento liberale fondato nel 1994 da Alassane Ouattara, già esponente del Partito Democratico della Costa d'Avorio - Raggruppamento Democratico Africano, primo ministro dal 1990 al 1993 e presidente della Repubblica dal 2010.

## Risultati elettorali
| Elezione          | Voti     | %        | Seggi     |
| ----------------- | -------- | -------- | --------- |
| Parlamentari 2011 | 819 086  | 41,83    | 127 / 255 |
| Parlamentari 2016 | Nel RHDP | Nel RHDP | 136 / 255 |